# Clemens Schick
Pour les articles homonymes, voir Schick.
Clemens Schick, né le 15 février 1972 à Tübingen (Allemagne), est un acteur allemand.

## Filmographie

### Cinéma
- 2001 : Stalingrad (Enemy at the Gates) de Jean-Jacques Annaud : officier allemand non-assigné
- 2002 : Der Wald (court métrage) de Martin Semlitsch : Franz
- 2003 : Ein Abend für Dora (court métrage) de Sören Senn
- 2006 : Casino Royale de Martin Campbell : Kratt
- 2006 : Aufrecht stehen (court métrage) de Hannah Schweier : Joe Steiner
- 2009 : Jedem das Seine (court métrage) de Stefan Schaller : Georg
- 2009 : Fliegen (court métrage) de Piotr J. Lewandowski : Martin
- 2010 : Die blaue Periode (court métrage) de Sergej Moya
- 2010 : Hollywood Drama (court métrage) de Sergej Moya : Franz Arnold
- 2010 : Cindy liebt mich nicht de Hannah Schweier : Franz
- 2010 : Transit de Philipp Leinemann : Martin
- 2011 : Largo Winch 2 de Jérôme Salle : Dragan Lazarevic
- 2011 : Hotel Desire de Sergej Moya : Julius Pass
- 2012 : Le Secret de Mélusine (Schatzritter) de Laura Schroeder : Duc de Barry
- 2012 : Du hast es versprochen d'Alex Schmidt : Johannes
- 2012 : The Child de Zsolt Bacs : Thomas Brandmann
- 2013 : The Girl from Nagasaki de Michel Comte et Ayako Yoshida : Prince Yamadori
- 2013 : Die Unschuldigen (court métrage) d'Oskar Sulowski : Milan
- 2014 : The Dark Valley (Das finstere Tal) d'Andreas Prochaska : Luis Brenner
- 2014 : Praia do Futuro de Karim Aïnouz : Konrad
- 2014 : Besser als nix de Ute Wieland : Hans 'The Elvis'
- 2015 : Quatre rois (4 Könige) de Theresa von Eltz : Dr Wolff
- 2015 : Point Break d'Ericson Core : Roach
- 2016 : Mann im Spagat: Pace, Cowboy, Pace de Timo Jacobs : Tschick Macqueen
- 2016 : Géographie du cœur malchanceux (Geography of the Heart) (court métrage) d'Alexandra Billington : Felix
- 2016 : Stille Reserven de Valentin Hitz : Vincent Baumann
- 2016 : No Way Out (Collide) d'Eran Creevy : Mirko
- 2017 : Overdrive d'Antonio Negret : Max Klemp
- 2017 : Braqueurs d'élite (Renegades) de Steven Quale : Petrovic
- 2017 : Dans la cour des grands (Es war einmal Indianerland) d'Ilker Çatak : Zöllne
- 2017 : Alguma coisa assim de Mariana Bastos et Esmir Filho : Sven
- 2018 : Verlorene de Felix Hassenfratz : Johann
- 2019 : Kidnapping Stella de Thobias Sieben : Vic
- 2020 : Sergio de Greg Barker : Gaby Pichon
- 2022 : Le Gourou et les Enfants (Servus Papa - See You In Hell) de Christopher Roth : Otto
- 2023 : DogMan de Luc Besson : Mike Munrow
- 2023 : Hunger Games : La Ballade du serpent et de l'oiseau chanteur (The Hunger Games : The Ballad of Songbirds & Snakes) de Francis Lawrence : l'homme respectable
- 2023 : Outrage de Mathieu Bonzon : Hesse
- 2024 : L'Instruction (Die Ermittlung) de RP Kahl et Christoph Gampl : Accusateur
- 2025 : Rave On de Nikias Chryssos et Viktor Jakovleski : Klaus

### Télévision
- 1998 : Balko (série), épisode Zugzwang de Manfred Stelzer : Rolf Buderus
- 2000 : Ben & Maria - Liebe auf den zweiten Blick (téléfilm) d'Uwe Janson : Bens Kumpel
- 2000 : En quête de preuves (Im Namen des Gesetzes) (série), épisode Hogirl de Charly Weller : Snuff
- 2001 : Doppelter Einsatz (série), épisode Kopfjäger de Hans Schönherr : Hesser
- 2001 : Helicops (série), épisode Schneekönig und Samurai de Peter Claridge : Aaron
- 2001 : Une équipe de choc (Ein starkes Team) (série), épisode Der schöne Tod de Kilian Riedhof : Jan Neutzner
- 2003 : Wolff, police criminelle (Wolff, kampf im Revier) (série), épisode Der Fall Kramer de Michael Mackenroth : Fred Beinlich
- 2003 : L'Empreinte du crime (Die Cleveren) (série), épisode Todesspiel de Dennis Satin : Gregor Terk
- 2006 : Das Duo (série), épisode Unter Storm d'Urs Egger : Karsten Selig
- 2006 : Tatort (série), épisode Gebrochene Herzen de Jürgen Bretzinger : Matthias Hecht
- 2006 : Alerte Cobra (Alarm für Cobra 11 - Die Autobahnpolizei) (série), épisode Hals - une Beinbruch d'Axel Barth : Klaus Paschmann
- 2001-2007 : Un cas pour deux (Ein Fall für zwei 2014) (série), 4 épisodes, dont Vie et mort d'un architecte de Boris Keidies) : Frank Betzner / Nicolas Duval / Christian Weidenfeld / Holger Offermann
- 2007 : Mitte 30 (téléfilm) de Stefan Krohmer : Le producteur Michael
- 2008 : Une jeunesse berlinoise (Das Wunder von Berlin) (téléfilm) de Roland Suso Richter : Sergent Schröder
- 2008 : Le Mari de mon amie (Ich liebe den Mann meiner besten Freundin) (téléfilm) de Uli Baumann : Mark Trenker
- 2008 : Présumé coupable (Unschuldig) (série télévisée, 12 épisodes) de Philipp Kadelbach, Benjamin Quabeck, Thomas Stiller : Marco Lorenz
- 2009 : Killerjagd. Töte mich, wenn du kannst (téléfilm) de Manuel Flurin Hendry : Marco Lorenz
- 2010 : Le Secret des baleines (téléfilm) de Philipp Kadelbach : Dr Eric Cluster
- 2010 : Killerjagd. Schrei, wenn du dich traust (téléfilm) d'Elmar Fischer : Marco Lorenz
- 2011 : Natchtschicht (série), épisode Reisen in den Tod de Lars Becker : Franz Pirroni
- 2012 : Wolff - Kampf im Revier (téléfilm) de Christian Alvart : Romeo
- 2012 : Mord in Ludwigslust (téléfilm) de Kai Wessel : Ben Martin
- 2012 : À la poursuite de la chambre d'Ambre (Die Jagd nach dem Bernsteinzimmer) (téléfilm) de Florian Baxmeyer : Jan van Hasse
- 2013 : Die letzte Spur (série), épisode Freundschaftsdienst de Andreas Senn : Mike Drobowsky
- 2013 : Rosa Roth (série), épisode Der Schuss de Hannu Salonen : Procureur Gander
- 2013 : Le Renard (Der Alte) (série), épisode Gestern ist nie vorbei de Ulrich Zrenner : Darko
- 2013 : Das Jerusalem-Syndrom (téléfilm) de Dror Zahavi : Peter
- 2013 : Le Vol des cigognes (téléfilm) de Jan Kounen : Hervé Dumaz
- 2014 : Matador (série), épisode Quid Go Pro de Robert Rodriguez : Darko
- 2015 : Natchtschicht (série), épisode Wir sind alle keine Engel de Lars Becker : Ronny Vogel
- 2016 : Treffen sich zwei (téléfilm) d'Ulrike von Ribbeck : Thomas
- 2016 : Sommernachtsmord (téléfilm) de Harald Sicheritz : Elmar Löffelhart
- 2017-2025 : Der Barcelona Krimi (série) : Xavi Bonet
- 2018 : Tannbach (série), saison 2, épisodes 1, 2, 3 : Wolfgang Herder
- 2018 : Dengler (série), épisode 4 Fremde Wasser de Rick Ostermann : Malakov

- 2018-2019 : Arctic Circle (série), Saison 1 : Marcus Eiben
- 2020 : Das Boot (série), saison 2 : Johannes von Reinartz
- 2021 : Tatort (série), épisode Luna frisst oder stirbt de Katharina Bischof : Roland Häbler
- 2022 : Stuck (série), 4 épisodes : Kurt
- 2022 : Andor (série), saison 1 de Tony Gilroy : Ham
- 2024-2025 : La Reine du X (Lady Love) (série) : Baron
- 2025 : Asbest (série)